# Itirapina
Itirapina é um município da Região Centro-Leste do Estado de São Paulo. Sua população estimada em 2024 era de 16.433 habitantes. O município é formado pela sede e pelo distrito de Itaqueri da Serra.

## Toponímia
"Itirapina" é um nome de origem tupi: significa "morro pelado", através da junção de ybytyra (morro, montanha) e apina (pelado). É uma referência ao Morro Pelado, morro de 930 metros de altitude coberto por vegetação de mata atlântica e cerrado que se localiza na parte sul do município.

## História
Os primeiros habitantes da região foram índios, que se opuseram ao avanço dos bandeirantes a partir do século XVI. O primeiro habitante não índio da região foi José Ignácio Ribeiro Ferreira, secretário do governo de Martim Lopes Lobo de Saldanha, governador da capitania de São Paulo entre 1775 e 1782. Em 1839, foi iniciada a construção da capela de Nossa Senhora da Conceição, cuja imagem em carvalho foi trazida por imigrantes provenientes da ilha da Madeira, em Portugal.
Em 1871, esse núcleo populacional adquiriu a categoria de distrito, com o nome de "Itaqueri". Um ano depois, em virtude da dificuldade de acesso ao montanhoso distrito, formou-se uma vila cinco quilômetros abaixo da serra: essa vila passou a ser chamada "Itaqueri de Baixo", enquanto que a vila original passou a ser chamada de "Itaqueri da Serra".
No final do século XIX, a Companhia Rio Claro de Estradas de Ferro (Adquirida por acionistas ingleses em 1889 e passando a se chamar The Rio Claro São Paulo Railway Company, posteriormente vendida à Companhia Paulista de Estradas de Ferro em 1892) construiu, na sesmaria do Baú, a estação Morro Pellado. Os moradores de Itaqueri de Baixo se mudaram para os arredores dessa estação, de modo que, em 1880, a região em torno da estação adquiriu o título de "Freguesia do Morro Pellado". Em 1900, tanto a estação como a região em torno dela mudaram seu nome para a tradução tupi de "Morro Pelado", "Ityrapina". Itaqueri da Serra passou a ser distrito dessa freguesia. Em 25 de março de 1935, Itirapina adquiriu a condição de município, abrangendo o distrito de Itaqueri da Serra.

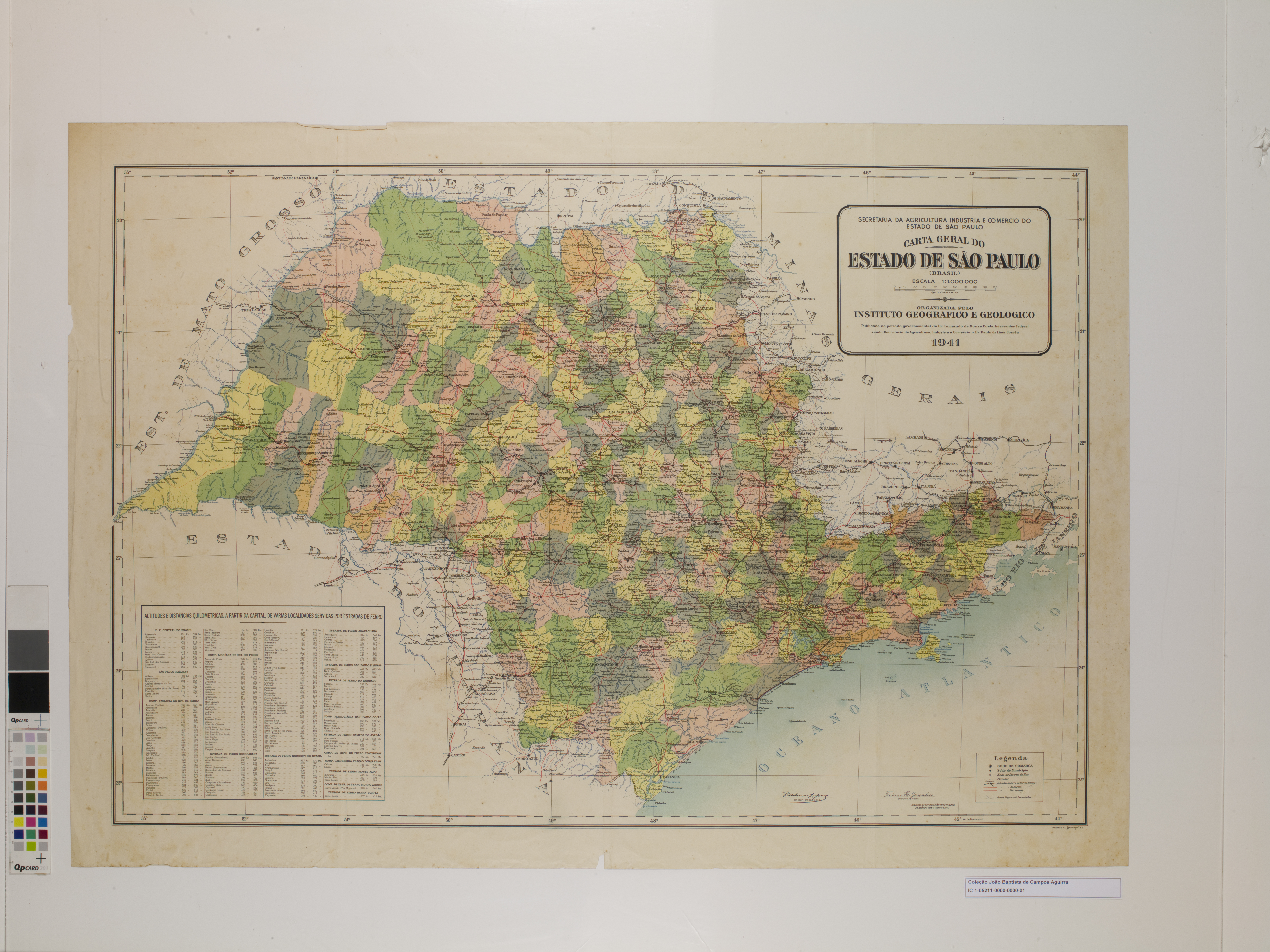
Estado de São Paulo (1938).

## Geografia
Localiza-se a uma latitude 22º15'10" sul e a uma longitude 47º49'22" oeste, estando a uma altitude de 770 metros. Possui uma área de 564,2 km².

### Hidrografia

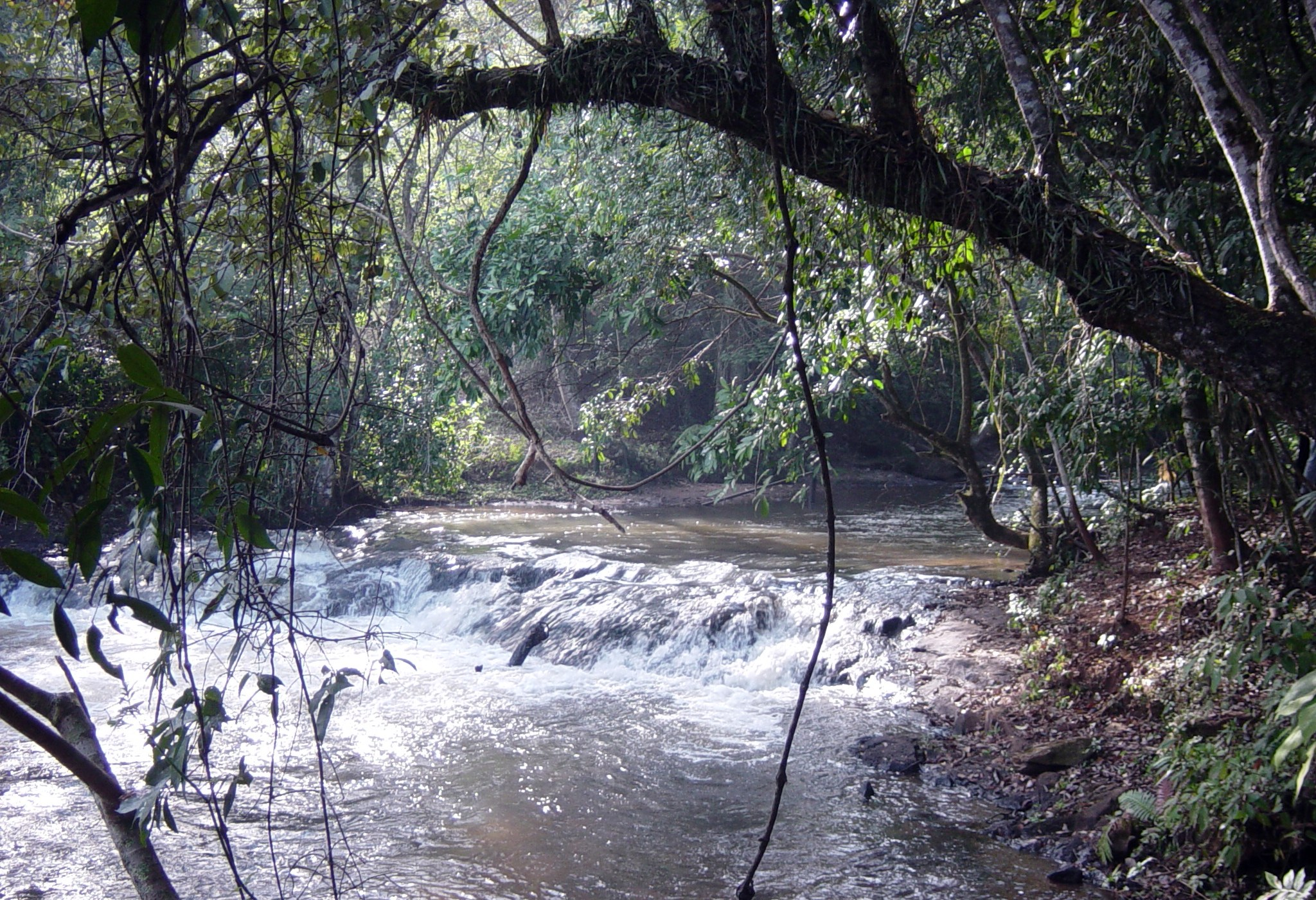
Ribeirão Feijão, em Itirapina.

A hidrografia é bastante rica.
- Rio Passa Cinco
- Rio do Lobo
- Rio Itaqueri
- Rio Pirapitinga
- Rio da Cachoeira
- Córrego do Geraldo
- Córrego das Perdizes
- Represa do Broa

### Rodovias

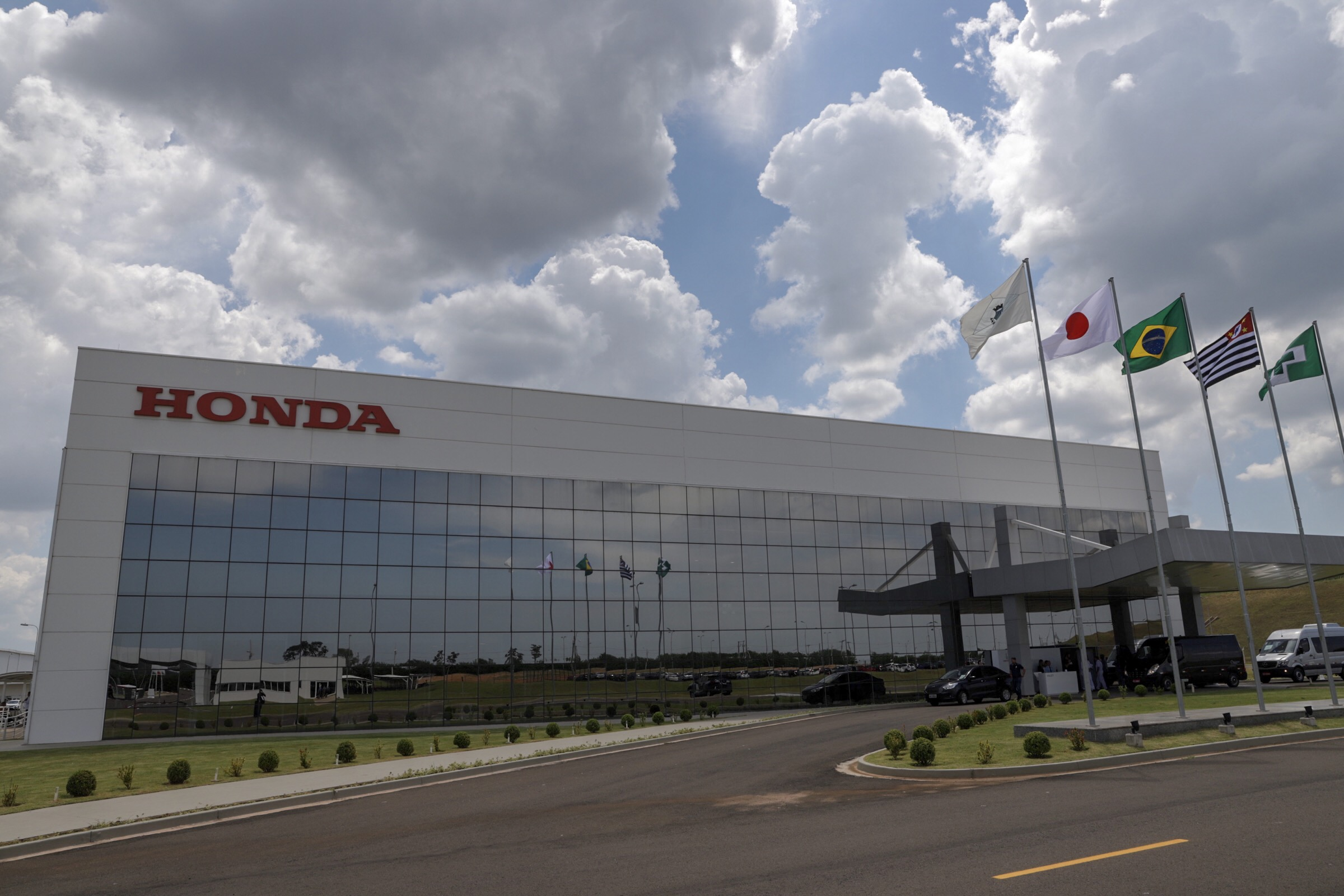
Fábrica da Honda em Itirapina.

- SP-225 - Rodovia Eng.º Paulo Nilo Romano
- BR-369 - Rodovia Federal (Anteriormente conhecida como Rodovia dos Cereais)
- SP-310 - Rodovia Washington Luís
- Rodovia Municipal Ayrton Senna

### Ferrovias

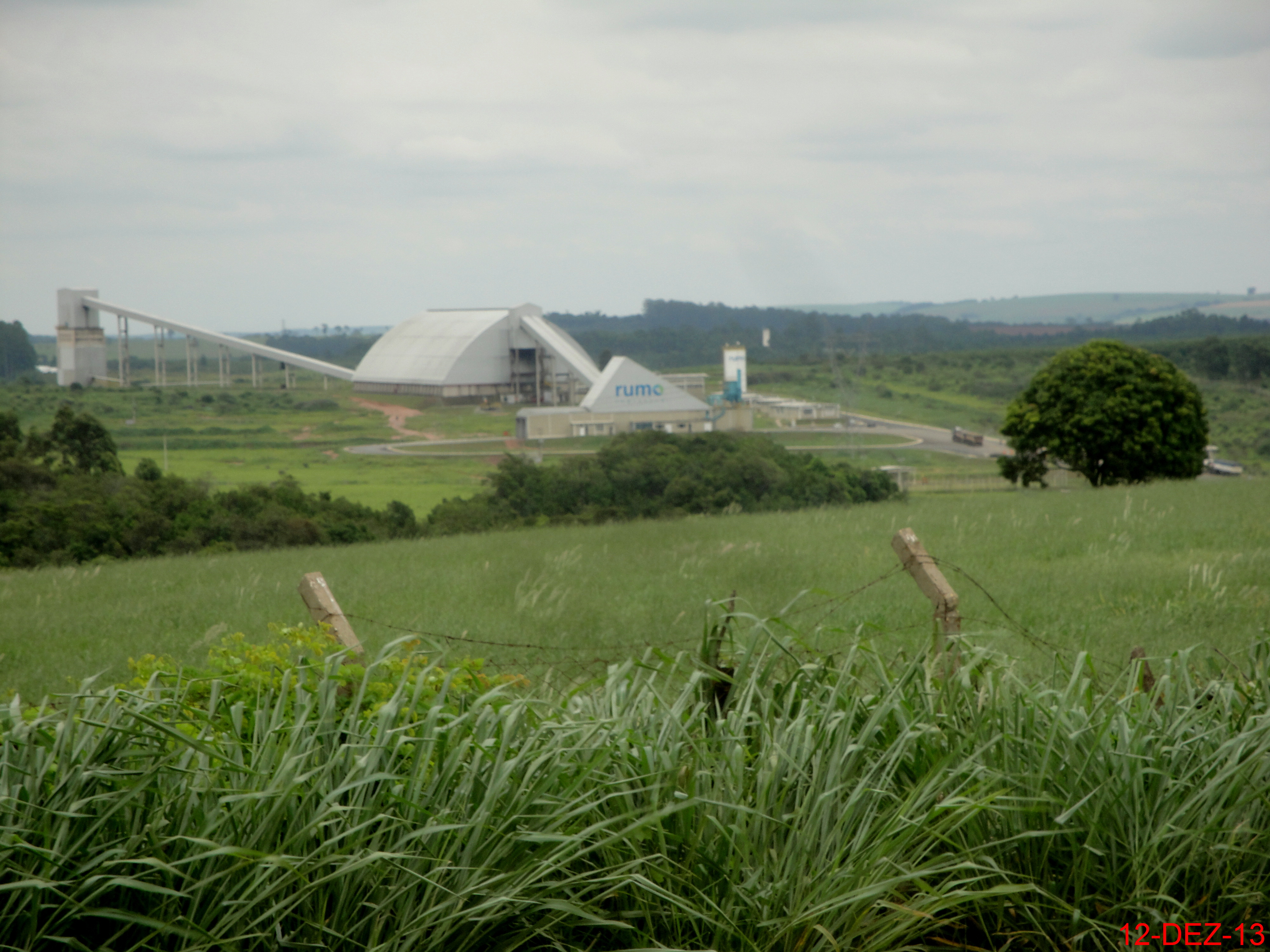
Terminal Multimodal da Rumo Logística.

Ambas as linhas férreas que cortam o município pertenceram à antiga Companhia Paulista de Estradas de Ferro. O transporte de passageiros na cidade cessou em 2001, porém ainda mantém-se o transporte de cargas.
- Linha Tronco;
- Linha Tronco Oeste.

Outra ferrovia que corta a cidade é a Variante Itirapina-Santa Gertrudes da antiga Fepasa.

## Demografia

### População
| Crescimento populacional                             | Crescimento populacional | Crescimento populacional | Crescimento populacional |
| Ano                                                  | População Total          |                          | %±                       |
| ---------------------------------------------------- | ------------------------ | ------------------------ | ------------------------ |
| 1937                                                 | 14 289                   |                          | —                        |
| 1940                                                 | 8 685                    |                          | −39,2%                   |
| 1946                                                 | 8 285                    |                          | −4,6%                    |
| 1950                                                 | 7 309                    |                          | −11,8%                   |
| 1958                                                 | 6 045                    |                          | −17,3%                   |
| 1960                                                 | 8 086                    |                          | 33,8%                    |
| 1970                                                 | 6 968                    |                          | −13,8%                   |
| 1980                                                 | 6 929                    |                          | −0,6%                    |
| 1991                                                 | 9 953                    |                          | 43,6%                    |
| 2000                                                 | 12 836                   |                          | 29,0%                    |
| 2010                                                 | 15 524                   |                          | 20,9%                    |
| 2022                                                 | 16 148                   |                          | 4,0%                     |
| Est. 2024                                            | 16 433                   | [ 9 ]                    | 1,8%                     |
| Fontes: Censos Demográficos IBGE e Estimativas SEADE |                          |                          |                          |

### Dados demográficos
Dados do Censo - 2010
População total: 15 524
- Urbana: 14 001
- Rural: 1 523
- Homens: 9 154
- Mulheres: 6 370

Densidade demográfica (hab./km²): 27,52
Mortalidade infantil até 1 ano (por mil): 18,70
Expectativa de vida (anos): 69,77
Taxa de fecundidade (filhos por mulher): 2,55
Taxa de alfabetização: 91,69%
Índice de Desenvolvimento Humano (IDH-M): 0,783
- IDH-M Renda: 0,737
- IDH-M Longevidade: 0,746
- IDH-M Educação: 0,865

(Fonte: IPEADATA)

## Política e administração
- Prefeita: Maria da Graça Zucchi Moraes (PSDB) (2021/2024)
- Vice-Prefeito: Antonio Rafael Sanches (PSDB)
- Presidente da Câmara: Claudete de Oliveira (PSDB)
- Vereadores: Antônio Eraldo da Silva (Cafu - PSDB), Charleston de Oliveira Leite (Charles - PL), Elisabete de Oliveira Silva (Bete do Broa - PSDB), Gabriel Ferreira Gobbi (PSDB), Ivanir Pedro Santini (MDB), Luciano Pereira Batista (Lúcio Pedreiro - REPUBLICANOS), Luciano Rodrigo Fernandes de Almeida (Luciano Juruna - PSL), Marcelo Rizzo (Pezão - MDB), Ricardo Alexandre Baldissera (Bodinho - MDB) e Rodrigo Augusto da Silva Rodrigues (PSDB)

## Infraestrutura

### Comunicações
O sistema de telefones automáticos foi inaugurado na cidade em 1974 pela Telecomunicações de São Paulo (TELESP), que também implantou o sistema de discagem direta à distância (DDD) em 1981 com o código de área (0195). Anteriormente a cidade era atendida pela Companhia Telefônica Brasileira (CTB).
Na década de 90 o código DDD da cidade foi alterado para (019), para padronização do sistema telefônico com a telefonia celular que estava sendo implantada em todo o estado.

## Turismo

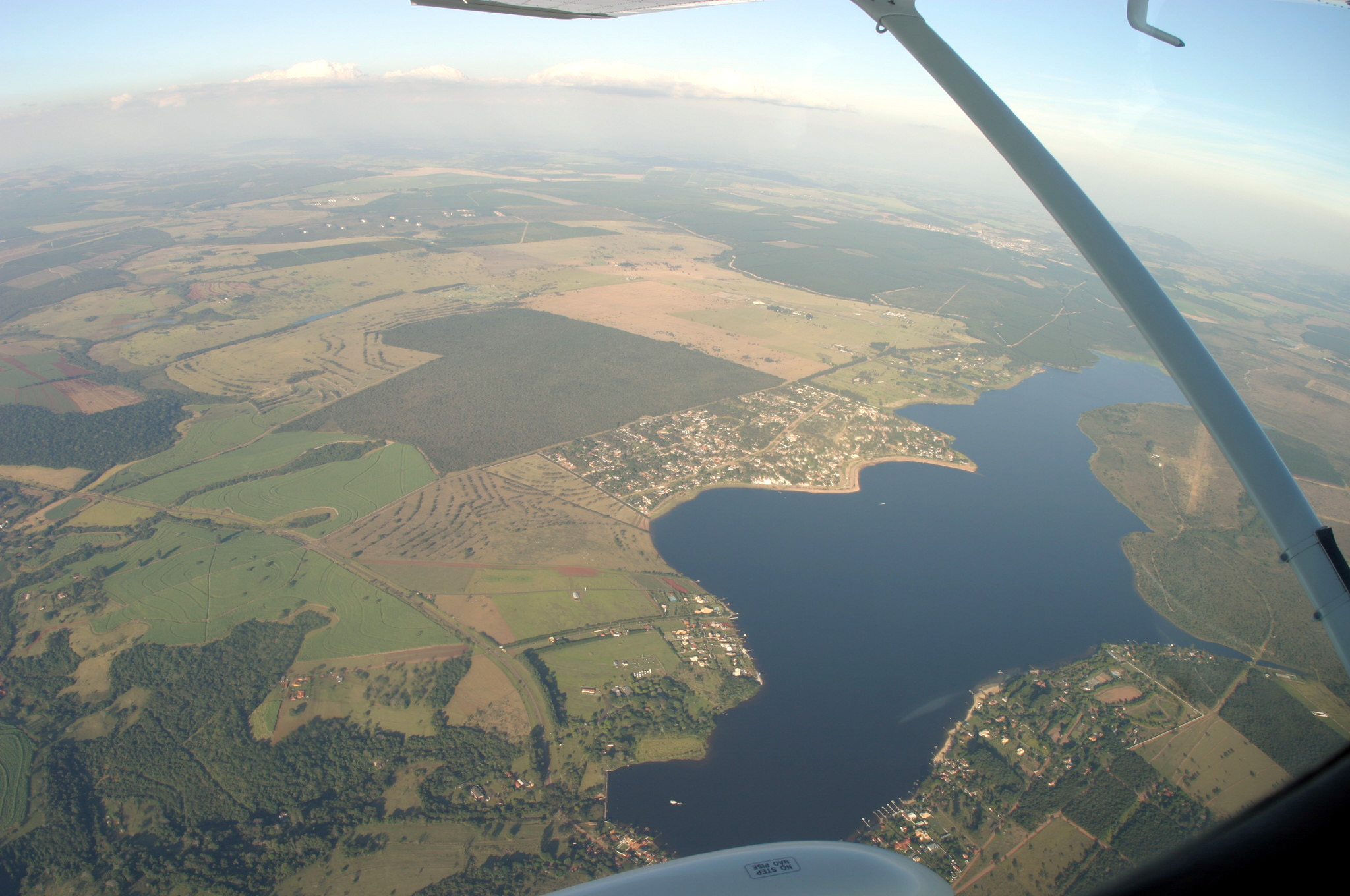
Represa do Broa.

Itirapina compõe com outros 14 municípios o Circuito Turístico da Serra de Itaqueri. Dentre as 20 cachoeiras, destaca-se a Cachoeira do Saltão, com 70 metros de queda d'água. O Morro do Fogão com um mirante a 1.100 metros acima do nível do mar, com paredões de 100 metros de altura.
Mas o cartão postal de Itirapina é certamente o Balneário Municipal Santo Antônio "Broa", mais conhecido como Represa do Broa, ou do Lobo, abastecida pelos ribeirões Lobo e Itaqueri, além dos córregos do Geraldo e das Perdizes. Inaugurada em 1936, um ano após a fundação de Itirapina, a represa foi construída para servir como reservatório da Usina Hidrelétrica do Lobo.

## Pessoas ilustres
- Ulysses Guimarães - político e advogado, nasceu na vila de Itaqueri da Serra, atualmente distrito de Itirapina, mas que à época pertencia ao município de Rio Claro.[17]

## Religião

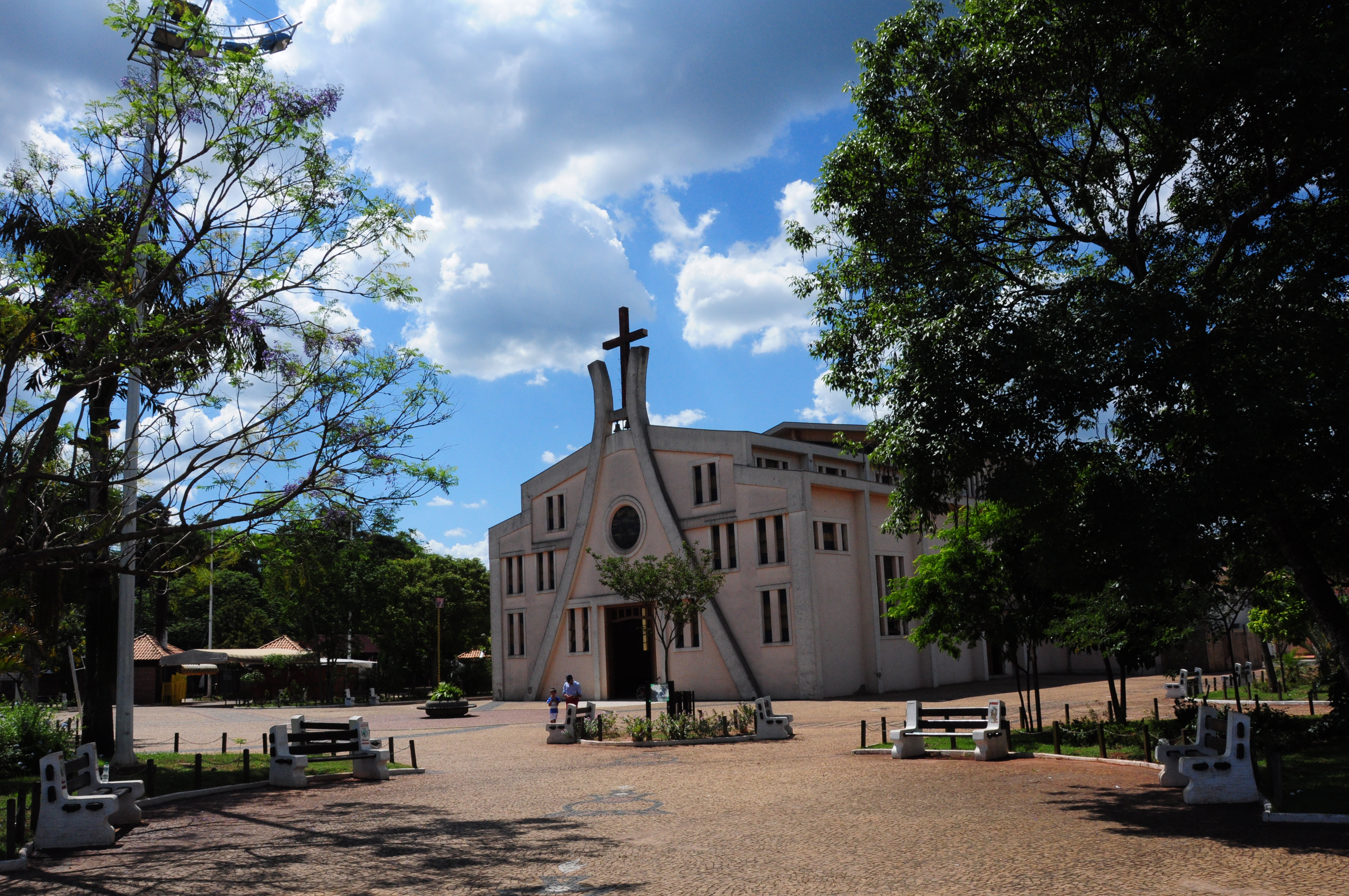
Paróquia Matriz Santo Antônio de Pádua.

O Cristianismo se faz presente na cidade da seguinte forma:

### Igreja católica
O município pertence à Diocese de São Carlos.
- Paróquia Santo Antônio de Pádua (Itirapina) (matriz)[20]

### Igrejas evangélicas

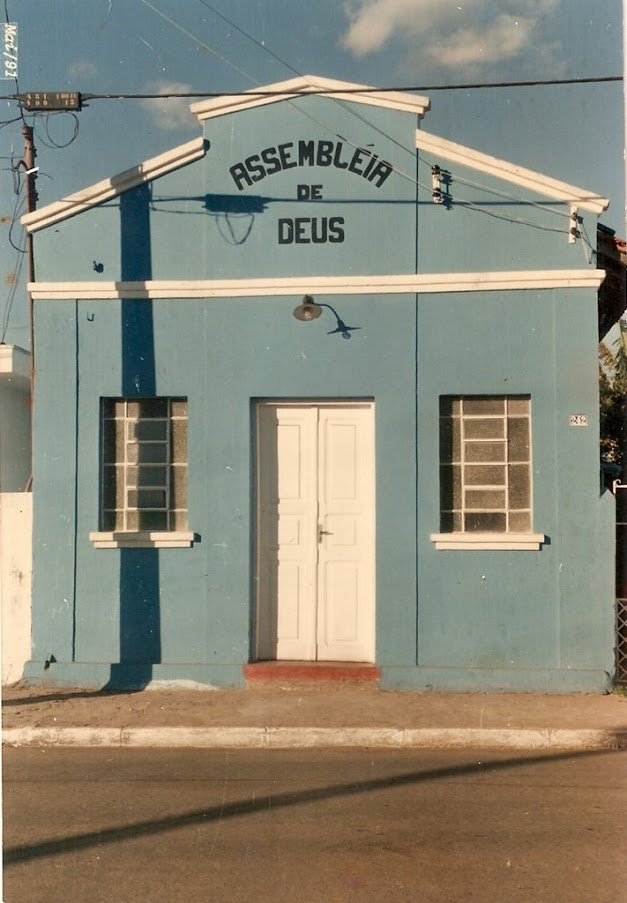
Antigo Templo da Assembleia de Deus - Ministério Madureira.

Entre as igrejas protestantes históricas, pentecostais e neopentecostais, encontram-se na cidade:
- Assembleia de Deus - Ministério de Madureira, o município pertence ao campo de São Carlos
- Assembleia de Deus Ministério do Belém.[23][24]
- Congregação Cristã no Brasil.[25]
- Igreja do Evangelho Quadrangular
- Igreja Presbiteriana do Brasil
- Igreja Adventista do Sétimo Dia

### Outras religiões
- Congregação das Testemunhas de Jeová.[26]